# استئوکندریت دیسکان
استئوکندریت دیسکان (به انگلیسی: Osteochondritis Dissecan) یک نوع بیماری در مفصل است که در آن بخشی از غضروف ناحیه مفصل با استخوان ناحیه مربوطه جدا شده و ممکن است داخل فضای مفصل گردد. بیماری بیشتر در افراد جوان دیده می‌شود و پسران بیشتر از دختران دچار می‌گردند. گاهی قطعه مورد نظر در محل خود ثابت بوده و گاهی به درون مفصل منتقل می‌شود و باعث اختلال در حرکات مفصل مورد نظر می‌گردد. مفصل زانو بیشتر از مفاصل دیگر دچار بیماری استئوکندریت دیسکان می‌شود. مفصل آرنج دومین ناحیه شایع استئوکندریت دیسکان پس از مفصل زانو است.

## علل
مهم‌ترین عوامل ایجاد بیماری استئوکندریت دیسکان عبارتند از:
-ضربه
-زمینه ارثی
-اختلال خونرسانی
-مشکل متابولیکی

## علایم و نشانه‌ها
علایم و نشانه‌های مربوط به این بیماری شامل موارد ذیل است:
-درد و التهاب
-محدودیت حرکات مفصل
-ایجاد لنگش (مثلاً در درگیری مفصل زانو)
-ضخیم شدن غشاء سینوویال در موارد پیشرفته
-تجمع مایع مفصلی
-احتمال قفل شدگی در حرکت مفصل
-ضعف و آتروفی عضلانی

## تصویر برداری تشخیصی
تشخیص بیماری از طریق تصویر که می‌توان به موارد زیر اشاره کرد:
-رادیوگرافی(X-Ray)
-ام آر آی
-سی تی اسکن

## درمان
درمان شامل موارد زیر است:
-بی حرکتی
-جراحی
جراحی با توجه به شرایط بیمار به دوصورت انجام می‌شود که شامل موارد ذیل است:
1. بیرون آوردن قطعه مورد نظر
2. ثابت کردن قطعه شکسته. در درگیری مفصل زانو در مورد یک قطعه بزرگ عمل ثابت کردن قطعه انجام می‌شود. چنین عملی از ایجاد آرتروز زودهنگام مفصل زانو جلوگیری می‌کند.

استئوکندریت دیسکان تالوس (مچ پا) -از وب سایت دکتر موحدی www.drmovahedi.com
استخوان تالوس پوشیده از غضروف در مفصل مچ پا با دو استخوان نازک‌نی (فیبولا) و درشت نی (تی بیا) مفصل می‌گردد.
در مواردی که پیچ خوردگی شدید مچ پا اتفاق می‌افتد در اثر برخورد استخوان تالوس با هر یک از دو استخوان ساق، احتمال کندگی یا آسیب دیدگی غضروف تالوس وجود دارد.
این ضایعه چهار مرحله دارد،
در مرحله اول فقط غضروف فشرده شده‌است.
در مرحله دوم غضروف به صورت نسبی دچار کندگی گردیده‌است.
در مرحله سوم غضروف و بخشی از استخوان زیر آن به‌طور کامل کنده شده‌است ولی در جای خود باقی‌مانده‌است.
در مرحله چهارم قطعه کنده شده جابجا می‌گردد و در بستر خودش قرار ندارد.
بیمار از درد و تورم مچ پا شکایت دارد، اگر قطعه دچار کندگی شده باشد، بیمار از علایمی مثل گیر کردن مچ پا و قفل کردن یا خالی کردن مچ پا، تق تق کردن مچ پا و علایم مکانیکی دیگری شکایت می‌کند.
در مراحل اول و دوم، اگر علایم مکانیکی وجود نداشته باشد، درمان با استراحت و گچ‌گیری انجام می‌گردد.
در مراحل پیشرفته تر یا وجود علایم مکانیکی یا وجود ضایعات داخل یا خارج مفصلی همراه با این ضایعه، درمان جراحی با آرتروسکوپی لازم می‌گردد.